# 游婷雅
游婷雅（1960年2月6日—）原名游月霞，台灣彰化縣大村鄉大崙村人，中華民國政治人物，中國國民黨籍，曾任第九、十屆臺灣省議員、第四、五屆立法委員。
卸任立法委員後住在台北，她的年邁雙親和弟弟則住在彰化老家。游月霞已離婚，前夫為前立法委員、親民黨黨名起草人陳朝容；游與陳育有的兒子陳重嘉為現任彰化縣議員。
2002年，游婷雅(游月霞)為二月號 Playboy 花花公子國際中文版拍攝寫真。
現已遠離政壇。

## 爭議言論
2003年4月21日，游月霞在記者會上公開說：「周雅淑討客兄，搶人家的老公，憑什麼檢舉人家！你們民進黨每個人都在破壞別人的家庭啦！」周雅淑憤而提告。游月霞被判有期徒刑六個月。
2003年，批評時任大陸委員會主任委員的蔡英文為「老處女」。
2005年7月，游月霞因案屢傳不到而被通緝。
2007年12月1日，游月霞因債務、誹謗官司問題於台北市忠孝東路遭警方逮捕。
2007年12月11日，游月霞在立法院召開記者會，發佈聲明，正式向周雅淑道歉；周雅淑撤回告訴，強調「過去就過去了」。
2011年6月宣布將投入員林鎮鎮長補選，同年9月因參選員林鎮鎮長補選而涉嫌樁腳買票賄選，一審被判刑3年2月，褫奪公權4年，二審改判6個月，易科罰金確定。